# Marion Martienzen
Marion Martienzen, auch Marion Marlon, (* 11. April 1953 in Berlin) ist eine deutsche Schauspielerin, Synchronsprecherin, Hörspielsprecherin und Sängerin.

## Leben
Marion Martienzen wuchs als Kind des Schauspielerehepaares Gerd Martienzen und Gabriele Kinzinger auf. Nach einer Schauspielausbildung von 1969 bis 1971 an der Schauspielschule „Arts Educational Trust Ltd.“ in London debütierte sie an den Hamburger Kammerspielen. Sie spielte dort in den Spielzeiten 1971 bis 1974 sowie auch am Ernst-Deutsch-Theater in Hamburg, und am Fritz-Rémond-Theater in Frankfurt. Es folgten sechs Jahre Festengagements am Staatstheater Braunschweig, am Theater am Goetheplatz in Bremen und am Residenztheater München.
1980 schloss sie sich dem Theaterkollektiv „Theaterhof Priessental“ an und gründete ein Jahr darauf mit ihrem Kollegen Michael Leye eine eigene Theatergruppe, das „Pantheater“ in Hamburg. Bis 1990 entstanden viele selbst erarbeitete Stücke, die in der Hamburger Kampnagel-Fabrik und an zahlreichen anderen freien Theaterorten in Deutschland gezeigt wurden. Mit einer dieser Produktionen war sie in Chile, Kolumbien und Uruguay auf Gastspiel. Anschließend arbeitete sie freischaffend, in Hamburg am Schauspielhaus, an den Kammerspielen und dem St.Pauli-Theater, am Schauspiel Hannover, dem Schauspielhaus Düsseldorf, dem Nationaltheater Mannheim, am Staatstheater Karlsruhe und dem Opernhaus Zürich.
Bereits als Kind wirkte sie in Fernsehproduktionen mit – bis 1975 als Marion Marlon. Mit sechs Jahren sprach sie ihre erste Synchronrolle. In ihrer beruflichen Laufbahn hat sie etliche Filme synchronisiert, Hörspiele gesprochen und bei Hoffmann und Campe zahlreiche Hörbücher veröffentlicht.
Als Sängerin in der Stimmlage Mezzosopran sang sie mit diversen Bands Jazz, Soul, Blues, Gospel, Funk, Swing, R&B und Balladen.
Ihr älterer Bruder Wolf Martienzen arbeitete ebenfalls als Schauspieler.

## Filmografie (Auswahl)

### Schauspielerin
- 1968: Die Kinder von Geltenhausen[2]
- 1969–1970: Familie Werner auf Reisen (5teilige Serie) als Marion Werner
- 1972: Im Auftrag von Madame – Das Wunschattentat
- 1973: Die Sekretärinnen[1]
- 1973: Der rote Schal
- 1975: Hoftheater – Weibergeschichten
- 1984: Derrick – Ende einer Sehnsucht
- 1995: Ich bin unschuldig – Ärztin im Zwielicht[1]
- 2004: Kebab Connection – als Titzis Mutter Marion
- 2010: Schenk mir dein Herz – als Ärztin Dr. Fischer
- 2014: Morden im Norden – Sprengstoff – als Rentnerin Gisela Köhler[3]
- 2015: Notruf Hafenkante – Verhinderte Liebe – als Hannelore Ekkhard[4]

### Synchronsprecherin
- 1969: Für Darleen Carr in Frank Patch – Deine Stunden sind gezählt als Hilda Jorgenson
- 1973: Für Cindy Williams in American Graffiti als Laurie Henderson
- 1975: Für Sian Barbara Allen in Columbo: Ein Hauch von Mord als Shirley Blane
- 1976: Für Sally Field in Mr. Universum als Mary Tate Farnsworth
- 1989: Für Gabrielle Rose in Traumrollen als Clara
- 1993–1995: Für Sally Grace in Als die Tiere den Wald verließen als Wiesel
- 1995: Für Monique van de Ven in Lang lebe die Königin als Weiße Königin
- 2009: Für Sandrine Bonnaire in Die Schachspielerin als Hélène
- 2011: Für Judith Rémy in Tod nach Ritual als Magalie (Synchro 2015)
- 2016: Für Rachel House in Vaiana als Gramma Tala
- 2017: Für Emma Thompson in Die Schöne und das Biest als Madame Pottine (nur Gesang)
- 2019: Für Judi Dench in Cats als Old Deuteronomy (nur Gesang)

## Hörspiele (Auswahl)
- 1959: Willy Purucker: Das Quartett (Kinderstimme) – Regie: Rolf von Goth (Original-Hörspiel – SFB)
- 1959: Günter Wagner: Das Spielzeugauto (Junge) – Regie: N. N. (Hörspiel – SFB)
- 1961: Karin Ewert: Der Park – Regie: Siegfried Niemann (Original-Hörspiel – SFB)
- 1965: Louis MacNeice: Der herzlose Riese – Regie: Oswald Döpke (Original-Hörspiel – RIAS)
- 1971: Ernst Siegfried Steffen: Ein Hörspiel und sein Autor: Das Feuer (Mädchen) – Regie: Hartmut Kirste (Original-Hörspiel – SWF)
- 1971: Friederike Mayröcker: Für vier (Eeli, Robis und Lindas Tochter) – Regie: Hans Rosenhauer (Original-Hörspiel – NDR)
- 1976: Kenneth Grahame: Der Wind in den Weiden – Regie: Charlotte Niemann (Kinderhörspiel – RB)
- 1976: Endre Illies: Vögel mit einer Schwinge (Vernon) – Regie: Günter Siebert (Hörspielbearbeitung – RB)
- 1977: Jochen Ziem: Brune (Die Kleene) – Regie: Günther Sauer (Original-Hörspiel – WDR/SFB/BR)
- 1977: Ursula Kreckel: Die Entfernung der Wünsche am hellen Tag (Ute) – Regie: Horst Loebe (Hörspiel – RB/HR)
- 1978: Helge Hagerup: Mörderischer Spaß (Sekretärin) – Regie: Günter Siebert (Kriminalhörspiel – RB)
- 1978: Christine Nöstlinger: Der liebe Herr Teufel (Fräulein Else) – Bearbeitung und Regie: Charlotte Niemann (Hörspielbearbeitung – RB)
- 1979: Edward Crowley: Aus Studio 13: Grün und Blau (Janet) – Regie: Günther Sauer (Original-Hörspiel, Kriminalhörspiel – SDR)
- 1982: Carlos Cerda, Omar Saavedra Santis: Eine Uhr im Regen – Regie: Bernd Lau (Original-Hörspiel, Kriminalhörspiel – SWF/SFB)
- 1986: Joseph Conrad: Das Geheimnis von Samburan (Lena) – Regie: Günther Sauer (Hörspielbearbeitung – WDR/BR)
- 1992: Henry David Thoreau: Thoreau oder Um zu sehen, wie die Welt in die Luft fliegt, würde ich noch nicht mal um die Ecke rennen. Steckbrief eines notorischen Störenfrieds (Frauenstimme) – Bearbeitung und Regie: Heinz von Cramer (Hörspielbearbeitung – WDR)
- 1993: Albert Goldmann: Idole: Das war’s Elvis! oder The American Way Of Death. Ein Horrortrip für diverse Stimmen und Jazzband (Zweite Laborantin / Stimme) – Bearbeitung und Regie: Heinz von Cramer (Hörspielbearbeitung – NDR/HR)
- 1996: Michael Schulte: Supermarkt (Suppenhuhn) – Regie: Hans Helge Ott (Original-Hörspiel – RB)
- 1998: Raymond Chandler: Der lange Abschied (2 Teile) (Eileen Wade) – Regie: Patrick Blank (Hörspielbearbeitung, Kriminalhörspiel – NDR)
- 2005: Gerhard Henschel: PanOhrama: Die Liebenden (2 Teile) (Dorothea Schlosser) – Regie: Nicht angegeben (Hörspielbearbeitung – NDR)
- 2013: Cornelia Funke: Geisterritter (3 Teile) – Bearbeitung und Regie: Frank Gustavus (Hörspielbearbeitung, Kinderhörspiel – Kay Poppe / Oetinger Audio)

## Hörbücher
- 2016: Suzanne Francis: Vaiana. Hörverlag, ISBN 978-3-8445-2377-5 (Romanadaption)
- 2018: Anja Jonuleit: Das Nachtfräuleinspiel, der Audio Verlag, ISBN 978-3-7424-0482-4
- 2020: Disney Prinzessin: Die schönsten Geschichten (gemeinsam mit Gabrielle Pietermann, Friederike Walke & Alexandra Neldel), der Hörverlag, ISBN 978-3-8445-3943-1

## Auszeichnungen
- Rolf-Mares-Preis (2009) für ihre Rolle in Nachttankstelle von Franz Wittenbrink am St.Pauli-Theater Hamburg